# Райхе, Карл Фридрих
Карл Фри́дрих Ра́йхе (нем. Karl Friedrich Reiche, исп. Carlos Reiche; 31 октября 1860 — 26 февраля 1929) — немецкий ботаник, профессор университетов в Чили и Мексике.

## Таксоны, названные в честь Карла Фридриха Райхе
В честь Райхе названы следующие роды растений:
- Reichea Landrum et Griffo из семейства Миртовые (Myrtaceae)[3];
- Reichenecactus Backeb. из семейства Кактусовые (Cactaceae),
- Reicheella Pax из семейства Гвоздичные (Caryophyllaceae).